# 葬儀屋松子の事件簿
『葬儀屋松子の事件簿』（そうぎやまつこのじけんぼ）は、2012年から2014年までテレビ東京・BSジャパン共同制作「水曜ミステリー9」で放送されたテレビドラマシリーズ。全4回。主演は名取裕子。

## 登場人物

### 桶谷葬儀社
葬儀社は桶谷家の住宅も兼ねている。
桶谷松子
演 - 名取裕子
若女将→社長。先代社長・千代子の息子の嫁。第1作ラストで社長を引き継いだ。元は三味線の奏者だったが、義母から葬儀社の若女将に必要ないと言われ辞めていたが、千代子の死後、三味線教室を始める。
実母が松子を産んだのは高校生のときで、実母の両親（松子の祖父と祖母）は松子を取り上げ施設に預ける（第4作）。
富永達彦
演 - 田中健
社員。元は第1作の舞台となった結婚式場を経営する「天翆閣」の専務で社長・富永肇の長男。事件解決後、桶谷葬儀社へ入社する。第3作では”卒業試験”ということで葬儀の仕切りを任される。
升田善蔵
演 - でんでん
番頭。通称「善さん」。豚汁担当でもある。
西谷拓馬
演 - 西尾浩行
社員。前の会社は横領の濡れ衣を着せられて退職し葬儀社に転職する。
桶谷千代子
演 - 冨士眞奈美（第1作）
社長。夫と息子を早くに亡くし、松子と共に会社を経営してきた。第1作開始時点で自らの死期を悟っており、跡目を嫁の松子へ譲り、息を引き取る。

### 警察関係者
河本太郎
演 - 阿南健治
警視庁捜査一課の刑事。
村田康成
演 - 石井智也
警視庁墨田警察署の刑事。

### その他
小嶋歌子
演 - 竹内都子（第3作・第4作）
花園メモリアルの社員。

### ゲスト
第1作「死者に悪人なし!?真犯人の証拠はお棺に?跡目相続巡る黒い疑惑見破った死化粧師の涙下町騒ぎの連続殺人」（2012年）
- 富永友美（和彦の妻） - 藤田朋子
- 橘凛太郎（橘花壇 社長） - 仲本工事
- 宮内知念（妙蓮寺） - 江藤漢斉
- 佐伯悠子（花屋店主・和彦の愛人） - 中野若葉
- マンション管理人 - 小柳友貴美
- 橘奈緒子（凛太郎の娘） - 泉瑠衣
- 富永純（和彦の息子） - 佐藤琢磨(子役)
- 富永肇（結婚式場「天翆閣」社長） - 中山敬一
- 親族 - 織田龍光
- 斎藤悠一郎（天翆閣 総務部長） - 石丸謙二郎
- 富永和彦（天翆閣 常務・肇の次男） - 升毅

第2作「遺灰は語る…町会長謎の死に2億円保険金疑惑の妻！孤独死老父遺された預金が明かす息子への切ない償い」（2013年）
- 神崎由紀夫（和可子の連れ子・ネット会社経営者） - 林泰文
- 川口尚子（週刊ライトアップ 記者） - 岩崎ひろみ
- 吉村兼子（病院婦長） - 大島蓉子
- ヤマモト（ホームレス） - 伊藤昌一
- 北島徳一（吾妻みどり荘 202号室の入居者・偽名「山田弘」） - 田村泰二郎
- クマさん（ホームレス・本名「望月義男」） - 山口河童
- 日高（議員） - 中平良夫
- 千葉県警察 刑事 - 山口眞司
- 望月一男（クマさんの長男） - 大竹浩一
- クマさんの娘 - 小松田あこ
- 聖書の訪問販売員 - 小柳友貴美、宍戸美和公
- 吾妻みどり荘 大家 - 青木和代
- 区役所職員 - 日中泰景
- リポーター - 上田祐華
- 沢征次（総合葬祭「SSセレモニー」代表） - 佐戸井けん太
- 神崎和可子（神崎の妻・北島の元妻） - 松原智恵子
- 神崎徹郎（老舗和菓子店「柳仙堂」社長） - 蟹江敬三

第3作「柩は語る…遺体の首に謎の痕跡？死化粧で明かされた指輪の真実 母を亡くした娘の決意 花と踊りで弔う供養」（2013年）
- 吉河秀輔（吉河フーズ 社長・吉河の義理の息子） - 高橋和也
- 和田百々（初栄の娘・フリーター → 桶屋葬儀社の見習社員） - 福田沙紀
- 和田初栄（スナック経営者） - 毬谷友子
- 山野大樹（吉河フーズ 専務） - 春田純一
- 南信太郎（初栄のかつての内縁の夫） - 吉見一豊
- 牛久保匠（吉河フーズ 総務課長） - 大高洋夫
- 芸者 - 木田ゆきの
- 吉河恭三（吉河フーズ 会長） - 竜雷太

第4作「骨葬…ひき逃げ事故の疑惑! 柩の中に謎の1千万円? 刑事の死で葬られた闇の真相! 歪んだ家族愛の結末は」（2014年）
- 増崎和行（ますざき歯科医院 院長） - 近江谷太朗
- 林葉亜希（洋食屋「キッチン瀬川」店員・瀬川の婚約者） - 大谷みつほ
- 瀬川光男（洋食屋「キッチン瀬川」オーナーシェフ・紀久子の教え子） - 坂田聡
- 増崎順子（和行の娘・督子の孫） - 樋井明日香
- 浦田（ますざき歯科医院 歯科衛生士） - 松江健
- バーのマスター - 片桐仁
- 田所稔（紀久子の夫） - 森本忠冬
- 紀久子の隣人 - 清野佳津美
- 原西（ますざき歯科医院 看護師） - 城野舞子
- 輪島元彦（警視庁墨田警察署生活安全課 刑事・紀久子の教え子） - マギー
- 増崎督子（和行の母） - 水野久美
- 田所紀久子（瀬川と輪島の恩師） - 星由里子

## スタッフ
- 脚本 - 土屋保文、西岡琢也
- 監督 - 黒沢直輔、木川学
- 選曲 - 合田麻衣子
- 技術協力 - フォーチュン、Kカンパニー
- 美術協力 - 山崎美術
- 装飾 - 日映装飾
- プロデュース - 橋本かおり、椿宜和、冨田英樹
- 制作 - テレビ東京、BSジャパン、角川映画

## 放送日程
| 話数 | 放送日        | サブタイトル                                                                                      | 脚本              | 監督     | 視聴率 |
| ---- | ------------- | ------------------------------------------------------------------------------------------------- | ----------------- | -------- | ------ |
| 1    | 2012年5月30日 | 死者に悪人なし!?真犯人の証拠はお棺に? 跡目相続巡る黒い疑惑見破った死化粧師の涙下町騒ぎの連続殺人  | 土屋保文 西岡琢也 | 黒沢直輔 | 10.2%  |
| 2    | 2013年1月23日 | 遺灰は語る…町会長謎の死に2億円保険金疑惑の妻！ 孤独死老父遺された預金が明かす息子への切ない償い   | 西岡琢也          | 黒沢直輔 |        |
| 3    | 8月28日       | 柩は語る…遺体の首に謎の痕跡？死化粧で明かされた指輪の真実 母を亡くした娘の決意 花と踊りで弔う供養 | 西岡琢也          | 木川学   | 06.8%  |
| 4    | 2014年3月12日 | 骨葬…ひき逃げ事故の疑惑! 柩の中に謎の1千万円? 刑事の死で葬られた闇の真相! 歪んだ家族愛の結末は    | 西岡琢也          | 黒沢直輔 | 07.7%  |

- 視聴率はビデオリサーチ調べ、関東地区・世帯